# Mohammad Ghadir
Mohammad Ghadir (in ebraico מוחמד גאדיר‎?; Bir al-Maksur, 21 gennaio 1991) è un calciatore israeliano, attaccante svincolato.